# МАПАЙ
МАПАЙ (ивр. מפא"י‎; полное название — Партия рабочих Земли Израильской (ивр. מפלגת פועלי ארץ ישראל, מפא"י‎) — бывшая израильская левая политическая партия, относившаяся к рабочему сионистскому движению. Сформировавшись в 1930-е годы в подмандатной Палестине, после основания государства составляла основу правящих коалиций в Израиле с 1-го по 6-й созыв кнессета, а затем прекратила своё существование, объединившись с партиями «Ахдут ха-Авода» и РАФИ в партию Труда («Авода»).

## История
Партия МАПАЙ была создана в 1930 году при объединении движений «Ахдут ха-Авода» и «Ха-Поэль ха-Цаир». Во главе новой партии стояли Давид Бен-Гурион и Берл Каценельсон. В момент создания в партии было только 5000 членов, но благодаря достаточной идеологической гибкости, позволявшей вступать в её ряды представителям мелкой буржуазии и интеллигенции (единственным условием для принятия в партию было членство в Гистадруте — объединении профсоюзов Палестины), МАПАЙ к середине 1930-х годов стала основной политической силой в ишуве, чему способствовал выход её идеологических конкурентов, сионистов-ревизионистов, из управляющих структур еврейских организаций, как палестинских, так и всемирных. В 1935 году Бен-Гурион был избран руководителем Еврейского агентства и оставался на этом посту до 1948 года, являясь в глазах евреев за границей главным представителем ишува.
Начиная с первого созыва кнессета фракция МАПАЙ была крупнейшей в его составе, получая по итогам выборов от 40 до 47 мандатов из 120, и именно лидерам МАПАЙ поручалось формирование правительственной коалиции. Бен-Гурион, а за ним Моше Шарет и Леви Эшколь отдавали предпочтение при создании коалиции центристским либеральным фракциям (в частности, Прогрессивной партии), религиозным сионистским партиям (таким, как Национальный религиозный фронт, а впоследствии Национальная религиозная партия), с которыми было заключено соглашение о сохранении статус-кво в отношениях между государством и религией, и мелким арабским партиям-сателлитам (Демократический список Назарета, Демократический список в пользу израильских арабов, «Прогресс и труд»). Из формирования коалиций последовательно исключались как националистические фракции ревизионистского толка («Херут»), так и коммунисты, а на раннем этапе и просоветски настроенный МАПАМ, представлявшие в политическом спектре Израиля крайне левый фланг.
В начале 1960-х годов популярность МАПАЙ упала вследствие скандального «дела Лавона». В самой партии произошёл раскол, восемь депутатов от МАПАЙ в пятом составе кнессета во главе с Бен-Гурионом сформировали отдельную фракцию РАФИ («Израильский список рабочих»), в результате чего представительство МАПАЙ в кнессете упало с 42 до 34 мест. Одновременно две крупные оппозиционные партии, «Херут» и Либеральная партия, объединились в блок ГАХАЛ, представленный в кнессете пятого созыва 27 депутатами. Угроза потери лидирующего положения в политической жизни страны заставила МАПАЙ к сентябрю 1965 года сформировать избирательный блок с партией «Ахдут ха-Авода», получивший название Объединения рабочих Израиля или просто Объединения (ивр. המערך‎, «Ха-Маарах»). На выборах в Гистадрут 1965 года «Маарах» получил 51 процент голосов, а к 1967 году в его рядах насчитывалось 160 тысяч членов. По ходу работы шестого состава кнессета партии, входившие в состав «Маараха», объединились с РАФИ в партию Труда («Авода») и официально перестали существовать как самостоятельные политические структуры.

### Представительство МАПАЙ в кнессете по созывам[5][3]
| Созыв | Процент голосов | Мандаты в начале | Мандаты перед роспуском |
| ----- | --------------- | ---------------- | ----------------------- |
| I     | 35,7            | 46               | 46                      |
| II    | 37,3            | 45               | 47                      |
| III   | 32,2            | 40               | 40                      |
| IV    | 38,2            | 47               | 47                      |
| V     | 34,7            | 42               | 34                      |

## Идеология
Относясь к числу социалистических сионистских движений, и «Ахдут ха-Авода» Бен-Гуриона, и в особенности «Ха-Поэль ха-Цаир», позиции которого восходили к идеям утописта А. Д. Гордона (развитым Хаимом Арлозоровым), большое значение придавали синтезу социалистической и национальной составляющей в своей идеологии. В целом, по сравнению с другими социалистическими партиями ишува и первых десятилетий существования Государства Израиль, МАПАЙ придерживалась в экономике скорее социал-демократических, нежели чисто марксистских позиций, и тема классовой борьбы не занимала в её программе значительного места. МАПАЙ с самого начала последовательно выражала готовность к сотрудничеству с сионистскими движениями, не разделявшими социалистическую платформу, а после создания Израиля способствовала развитию в стране смешанной экономики с сильным частным сектором наряду с предприятиями, управляемыми государством и Гистадрутом.
В начале 1940-х годов в кибуцном движении произошёл раскол, связанный с позицией представителей движения «Ха-Кибуц ха-Меухад», требовавших для себя фракционной независимости в составе партии и права вето на решения большинства (так называемая «Фракция Б»). Взгляды членов этого движения, крупнейшего среди кибуцев, были более просоветскими и ортодоксально-марксистскими, чем в целом в партии; при этом члены движения не рассматривали скорейшее создание еврейского государства как первоочередную задачу и противились идее раздела Палестины. Жёсткие меры партийного руководства по подавлению внутренней фракционной борьбы привели к выходу членов «Ха-Кибуц ха-Меухад» из МАПАЙ и созданию новой партии под старым названием «Ахдут ха-Авода». Во главе отколовшейся партии стояли Исраэль Бар-Йехуда, Исраэль Галили и Ицхак Табенкин.
Различия между МАПАЙ и другими левыми сионистами во внешней политике диктовались различиями в их отношении к марксистской доктрине. Если МАПАМ и «Ахдут ха-Авода» до 1956 года занимали просоветские, сталинистские позиции, то МАПАЙ достаточно рано сменила ориентацию на прозападную.
В территориальных вопросах МАПАЙ была более прагматична, чем «Ахдут ха-Авода», поддерживавшая идею единой и неделимой Земли Израиля, но не столь настроена на компромисс с арабами, как МАПАМ, настаивавшая на активном поиске путей урегулирования со стороны Израиля. Внутри МАПАЙ не было единства в вопросах оборонной политики и территориального компромисса, и сторонники единого Израиля и превентивной войны (Бен-Гурион, Голда Меир, Моше Даян, Шимон Перес) уживались в ней со сторонниками поиска мирного решения (Шарет, Эшколь). Ещё до основания Израиля, в последние годы британского мандата в Палестине, эти разногласия носили характер спора между активистами, поддерживавшими идею вооружённой борьбы против британских властей и усиления нелегальной иммиграции (Бен-Гурион, Голда Меир, Леви Эшколь, Шауль Авигур, Элиэзер Ливнэ), и умеренными, считавшими возможным отложить создание еврейского государства (Йосеф Шпринцак, Элиэзер Каплан, Кадиш Луз и Пинхас Лавон).
Если МАПАМ начала принимать в свои ряды израильских арабов в середине 50-х годов, то МАПАЙ ещё десять лет удерживала в районах, заселённых национальными меньшинствами, режим военной администрации. Только в 1970 году, уже после объединения МАПАЙ с другими левыми партиями в партию Труда, в неё стали допускаться арабы.

## Опора в обществе
В начале своего существования МАПАЙ в значительной степени формировалась выходцами из кибуцев. В 1930-е годы представители сельскохозяйственных поселений (члены кибуцев и мошавов), а также сельскохозяйственные работники мошавот и частных плантаций составляли до 60 процентов от общего числа членов партии; в свою очередь представители кибуцного движения составляли более половины этого сектора и представляли собой наиболее спаянную и идеологически однородную группу. В результате представительство членов кибуцного движения было непропорционально высоким — так, в 1942 году пять из семи членов Внутреннего Секретариата, высшего постоянно действующего органа партии, были выходцами из кибуцев. Последующее падение влияния представителей кибуцев в партии было, в частности, связано с расколом середины 40-х годов, сопровождавшимся выходом из МАПАЙ членов «Фракции Б».
После Второй мировой войны и образования Государства Израиль произошли значительные изменения в демографическом балансе, которые лидерам МАПАЙ пришлось учитывать. Так, если в 1944 году число членов профсоюза сельскохозяйственных работников, входившего в Гистадрут, было в четыре раза больше числа членов профсоюза строителей, к 1953 году это соотношение было уже меньше, чем 2:1, а к 1963 году они были представлены в равных пропорциях. Для членов профсоюза металлистов это соотношение изменилось с 5:1 до менее чем 2:1. Если в 1947 году сельскохозяйственные работники составляли почти 29 процентов от общего числа членов Гистадрута, то в 1961 году — только 18,5 процента. Таким образом, перед МАПАЙ встала задача большей интеграции рабочих и служащих в партии. Эта задача была решена успешно: уже к середине 50-х годов более половины членов МАПАЙ составляли промышленные и транспортные рабочие и ремесленники и ещё 14 процентов — служащие различных уровней.
В то же время МАПАЙ, желая сохранить имидж партии трудящихся и равный подход к оплате труда, неохотно шла в качестве правящей партии на уступки требованиям работников умственного труда, стремящихся к повышению своего социального статуса. Фактически в первые десятилетия существования Израиля интеллектуалы зарабатывали меньше, чем представители элитных профессий, связанных с ручным трудом (в частности, портовые рабочие и члены транспортных кооперативов). Интеллигенция не была равноправно представлена в руководящих органах партии и её фракциях в кнессете. В результате поддержка МАПАЙ среди интеллигенции неуклонно падала со временем.